# Janiodes macromacula
Janiodes macromacula är en fjärilsart som beskrevs av Embrik Strand 1912. Janiodes macromacula ingår i släktet Janiodes och familjen påfågelsspinnare. Inga underarter finns listade i Catalogue of Life.